# Sydenham Damerel
Sydenham Damerel is een civil parish in het bestuurlijke gebied West Devon, in het Engelse graafschap Devon.  In 2011 telde het dorp 245 inwoners. Het dorp heeft 20 vermeldingen op de Britse monumentenlijst. Daaronder bevindt zich de in 1437 gebouwde 'Horsebridge' over de rivier de Tamar, naar Cornwall.